# Dosed
Dosed – ballada rockowa grupy Red Hot Chili Peppers wydana na singlu, który promował album By the Way wydany w 2003 roku. Sprzedawany był wyłącznie na terenie USA i Kanady.